# Тейлор, Иан
Иан Чарльз Баучер Тейлор (англ. Ian Charles Boucher Taylor, 24 сентября 1954, Бромсгроув, Вустершир, Англия, Великобритания) — английский и британский хоккеист (хоккей на траве), вратарь. Олимпийский чемпион 1988 года, бронзовый призёр летних Олимпийских игр 1984 года.

## Биография
Иан Тейлор родился 24 сентября 1954 года в британском городе Бромсгроув в Англии.
Окончил гимназию королевы Елизаветы и педагогический колледж Боро-роуд.
Играл в хоккей на траве за «Ист Гринстед» и «Слау».
В 1977 году дебютировал в международном хоккее.
В 1984 году вошёл в состав сборной Великобритании по хоккею на траве на летних Олимпийских играх в Лос-Анджелесе и завоевал бронзовую медаль. Играл на позиции вратаря, провёл 7 матчей, пропустил 8 мячей (три от сборной Нидерландов, два — от Австралии, по одному — от Кении, Канады и ФРГ).
В 1986 году в составе сборной Англии завоевал серебряную медаль чемпионата мира в Лондоне.
В 1988 году вошёл в состав сборной Великобритании по хоккею на траве на летних Олимпийских играх в Сеуле и завоевал золотую медаль. Играл на позиции вратаря, провёл 7 матчей, пропустил 8 мячей (три — от сборной ФРГ, по два — от Южной Кореи и Австралии, один — от СССР). Был знаменосцем сборной Великобритании на церемонии открытия Олимпиады.
В течение карьеры провёл за сборную Англии 91 матч, за сборную Великобритании — 80 матчей.
Во время выступлений преподавал в школе в Бромсгроув. Читал лекции и работал тренером по хоккею на траве в колледже Боро-роуд.
По окончании игровой карьеры стал спортивным функционером, входил в совет по спорту, возглавлял хоккейный совет, был директором Британской олимпийской ассоциации, исполнительным директором Шотландской спортивной ассоциации, Британского совета по ирландской борзой. 